# Nabaruh
Nabaruh (arab. نبروه) – miasto w Egipcie, w muhafazie Ad-Dakahlijja. W 2006 roku liczyło 38 953 mieszkańców.